# Eins (Versroman)
Eins (englischer Originaltitel: One) ist ein Jugendroman der irischen Schriftstellerin Sarah Crossan. Erzählt wird die Geschichte von den siamesischen Zwillingen Tippi und Grace, die an der Hüfte miteinander verbunden sind. Beide möchten ein normales Leben führen, haben jedoch mit gesundheitlichen, familiären und sozialen Problemen zu kämpfen.
Eins wurde am 27. August 2015 beim britischen Verlag Bloomsbury Publishing in englischer Sprache veröffentlicht und umfasst 448 Seiten. Die deutsche Übersetzung erschien am 29. Januar 2016 beim Mixtvision Verlag und umfasst 424 Seiten. Cordula Setsman ist die Übersetzerin. Das Buch ist unter anderem in Dänemark und Amerika veröffentlicht worden. Es ist das fünfte Buch von Crossan. Eine formale Besonderheit von Eins ist, dass es in freien Versen geschrieben wurde. Eins gewann die Carnegie Medal 2016 und wurde von der Presse als »honest, unapologetic realism from a diverse perspective not often seen in fiction for teens.« (Kirkus Review vom 10. Juni 2015) bezeichnet.

## Inhalt
Grace und Tippi sind siamesische Zwillinge und an der Hüfte miteinander verbunden. Sie sind 16 Jahre alt und müssen erstmals auf eine öffentliche Schule gehen. Sie haben Angst vor den Blicken und Kommentaren ihrer Mitschüler, doch zu ihrer Überraschung finden sie an der Schule zwei gute Freunde. Tippis und Graces Familie hat verschiedene Probleme: ihre vierzehnjährige Schwester Dragon ist magersüchtig, ihr Vater arbeitslos und Alkoholiker. Als ihre Mutter auch noch ihren Job verliert und die Familie vor ernsten finanziellen Problemen steht, entschließt sich die Familie dazu, einem Filmteam zu erlauben, eine Dokumentation über sie zu drehen, um Geld zu verdienen. Während der Dreharbeiten verschlechtert sich der gesundheitliche Zustand von Grace und Tippi enorm, bis Tippi schließlich zusammenbricht. Im Krankenhaus erfahren sie, dass Grace ein Spenderherz braucht, dass sie aber nur operiert werden kann, wenn Tippi und Grace vorher voneinander getrennt werden. Die Zwillinge entschließen sich für die Trennung. Nach der Operation wacht Grace auf und erfährt, dass es Tippi sehr schlecht geht. Sie kann noch einmal kurz mit ihrer Zwillingsschwester reden, bevor Tippi stirbt.

### August
Tippi und Grace erfahren, dass sie bald auf eine richtige Schule gehen müssen, weil ihre Eltern es sich nicht mehr leisten können, sie zu Hause zu unterrichten. Sie haben große Angst davor, von ihren Mitschülern gemobbt zu werden, weil sie siamesische Zwillinge sind und von den Leuten oft als „Freak“ oder „Monster“ bezeichnet werden. Ihre Schwester Dragon versucht den Zwillingen zu erklären, dass nicht jeder Mensch sie schlecht behandeln wird. Vor ihrem ersten Schultag gehen Grace und Tippi noch einmal zur medizinischen Untersuchung und zur Therapie. Grace kann sich in ihrer Therapiesitzung jedoch nicht richtig öffnen und von ihren Ängsten berichten; Tippi hingegen scheint es nicht so schwer zu fallen. Kurz nach der ärztlichen Untersuchung bekommen Tippi und Grace auf einmal die Grippe. Grace ist viel länger krank und macht sich Vorwürfe, dass Tippi ihretwegen im Bett liegen muss. Ihre Mutter macht sich Sorgen um die Zwillinge, doch der Arzt sagt ihr am Telefon, dass alles in Ordnung ist.

### September
Grace’ und Tippis Vater schenkt ihnen neue Handys. Dragon bringt er neue Ballettschuhe mit, die jedoch die falsche Größe haben. Als Dragon den Fehler kommentiert, wird er wütend. Tippi und Grace müssen das erste Mal an die neue Schule. Dort lernen sie Yasmeen kennen, mit der sie sich auf Anhieb anfreunden. Von den anderen Schülern und Lehrern werden sie jedoch nur angestarrt und wie Außenseiter behandelt. Yasmeen macht sich für Tippi und Grace stark und beschützt sie vor den anderen. Durch Yasmeen lernen die Zwillinge Jon kennen, mit dem sie sich auch anfreunden und an dem Grace besonders Gefallen findet. Die vier schwänzen zusammen eine Stunde und Tippi raucht mit Yasmeen und Jon eine Zigarette, was Grace sehr wütend macht, weil es ihren Körper auch beeinflusst und Tippi es nicht vorher mit ihr besprochen hat. Grammie kommt nach der Schule, um die Zwillinge abzuholen, und Grace’ und Tippis Vater liegt betrunken auf dem Beifahrersitz. Alle in der Familie wissen, dass ihr Vater ein Alkoholproblem hat, aber es wird sich nicht viel darüber unterhalten.
Als sich Tippi und Grace an einem Tag im Badezimmer fertig machen, wird Grace kurz ohnmächtig. Dragon kommt ins Badezimmer gelaufen, aber Grace und Tippi tun so, als wäre Grace nur ausgerutscht.
In der Schule werden Grace und Tippi weiterhin von vielen Mitschülern schlecht behandelt. Yasmeen steht immer für sie ein und die Zwillinge erfahren, dass Yasmeen HIV-positiv ist und deswegen von den anderen Schülern als Außenseiterin behandelt wird. Grace verliebt sich immer mehr in Jon. Doch eines Tages bekommen Grace und Tippi mit, wie Jon etwas Dummes über sie sagt. Sie sind sehr verletzt und brechen den Kontakt zu Jon und Yasmeen ab.
Zu Hause erfahren die Zwillinge, dass Dragon arbeiten muss, um die Familie zu unterstützen, weil ihr Vater arbeitslos ist und ihre Mutter nicht noch mehr arbeiten kann. Grace fällt auch auf, dass Dragon sehr dünn geworden ist.
Grace hat erneut Atemnot und spielt ihrer Familie vor, dass es nur ein Scherz war. Doch sie und Tippi wissen, dass ihr Gesundheitszustand sich verschlechtert.

### Oktober
Tippi und Grace vertragen sich wieder mit Jon und Yasmeen und Jon und Grace verstehen sich immer besser. Dragon wird immer dünner und scheint zu Hause nicht mehr viel zu essen. Ihre Ballettschule veranstaltet eine Reise nach Russland, doch Dragon kann nicht mitfahren, weil die Familie das Geld nicht hat. Grace und Tippi fühlen sich dafür verantwortlich, weil wegen ihres körperlichen Zustandes so viel Geld in sie investiert werden muss. Grace erwähnt, dass sie viel Geld verdienen könnten, wenn sie einer Filmcrew erlauben würden, eine Dokumentation über sie und Tippi zu drehen, doch Tippi ist strikt dagegen.
Auch Tippi wird immer dünner. Ihre Mutter macht sich Sorgen und will Tippi und Grace zum Arzt schicken. Grace behauptet, dass das nicht nötig sei, weil es ihnen gut gehen würde, doch Tippi gibt zu, dass es nicht immer so ist.
Grace und Tippi sind bei Jon zu Besuch und merken, dass er in sehr ärmlichen Verhältnissen lebt und dass seine Mutter die Familie verlassen hat.
Grace leidet weiter unter Kurzatmigkeit und Tippi wird immer mehr bewusst, dass etwas nicht stimmt. Sie drängt Grace dazu, beim nächsten Arzttermin ehrlich zu sein.

### Früher November
Yasmeen hat Geburtstag und Jon schenkt ihr eine Herzkarte. Grace ist sich nicht sicher, ob Jon in Yasmeen verliebt ist. Die Zwillinge erzählen ihrer Mutter, dass Yasmeen für ihren Geburtstag eine Pyjama Party schmeißt, doch heimlich trinken sie mit Yasmeen und Jon auf dem Schulgelände Alkohol.
Tippis und Grace’ Mutter wird bei ihrer Arbeit entlassen und ist verzweifelt. Daraufhin müssen sich alle aus der Familie sehr einschränken. Erst können sie nicht mehr so oft ausgehen, dann können sie kein teures Essen mehr kaufen und am Ende muss Grammie ihren Schmuck verkaufen, um die Familie finanziell zu unterstützen. Eines Tages eröffnet ihre Mutter den Zwillingen, dass sie umziehen müssen, weil sie sich das Haus nicht mehr leisten können, und dass die Mädchen dann auch auf eine andere Schule gehen müssen. Grace spricht Tippi erneut auf die Möglichkeit an, durch die Dokumentation viel Geld zu verdienen und dieses Mal stimmt Tippi zu.

### Mitte November
Die Familie lernt Caroline Henley kennen, die Reporterin, die die Dokumentation über Grace und Tippi drehen wird. Sie erklärt, dass die ganze Familie in dem Film zu sehen sein wird, und lässt alle Verträge unterzeichnen. Sobald den Zwillingen das Geld überwiesen wurde, bezahlen sie jedoch für Dragons Reise nach Russland und schaffen es so, ihre Schwester aus der Angelegenheit raus zu halten. Schon nach kurzem bekommt Caroline mit, dass Tippis und Grace’ Vater Alkoholiker ist. Die Familie beschließt, dass er aus dem Haus ausziehen soll, solange die Dokumentation gedreht wird, und Caroline sieht ein, dass es so besser ist.

### Ende November
Die Zwillinge laufen über den Schulhof, als Tippi plötzlich zusammenbricht. Sie fahren ins Krankenhaus und Grace erfährt, dass sie ein geschädigtes Herz hat. Der Arzt erklärt, dass Tippis Herz deswegen stärker arbeiten muss und dass sie beide sterben werden, wenn sie nicht durch eine Operation getrennt werden und Grace ein neues Spenderherz bekommt. Grace hat Angst, dass Tippi stirbt, wenn sie sich nicht operieren lassen, und stimmt deshalb für die Operation. Da sie viel über das Thema gelesen hat, weiß sie jedoch auch, dass die Wahrscheinlichkeit, dass ein Zwilling bei der Operation stirbt, sehr hoch ist. Grace fühlt sich wie ein Parasit, der Tippi das Leben aussaugt, und versucht ihre Schwester zu überreden, der Operation zuzustimmen.

### Dezember
Grace und Tippi erlauben Caroline, sie weiterhin zu filmen, weil Caroline bewiesen hat, dass sie keine Sensationsreporterin ist, sondern dass ihnen wirklich etwas an den Zwillingen liegt. In ihrer Therapie versucht Grace zu erklären, dass Tippi und sie nicht zwei Personen sind und auch nicht Teil voneinander, sondern dass sie wie eine Person sind, und dass sie, falls Tippi sterben sollte, nicht mehr wäre als ein schwarzes Loch. Zu Hause sehen Grace und Tippi einen Videoausschnitt vom Interview mit ihren Eltern zum Thema Operation und Trennung und merken, dass es bei der Entscheidung nicht nur um sie geht. Sie treffen ihren Arzt im Krankenhaus und teilen ihm mit, dass sie sich für die Operation entschieden haben. Grace und Tippi treffen sich mit Yasmeen und Jon und erstellen Listen mit Dingen, die sie tun wollen, bevor sie sterben. Tippi schreibt, dass sie nicht mehr so zickig sein will und Grace, dass sie einen Kuss von einem Jungen bekommen möchte.
Vor der Operation gehen die Zwillinge mit Yasmeen und Jon für ein paar Tage auf einen Roadtrip und bleiben im Haus von Yasmeens Onkel. Sie gehen nackt baden, schauen sich den Sonnenaufgang an und Grace und Jon küssen sich zum ersten Mal. Mit Yasmeen besprechen die Zwillinge nüchtern, was sie sich für ihre Beerdigung wünschen, falls sie bei der Operation sterben sollten. An einem Abend am Strand versprechen sich Tippi und Grace gegenseitig, dass sie weiterleben werden, auch wenn die andere stirbt.

### Januar
Tippi und Grace sind im Krankenhaus, um sich auf die Operation vorzubereiten. Vor dem Krankenhaus sammelt sich die Presse. Grace’ Therapeutin kommt ins Krankenhaus und Grace gibt zu, dass sie eine riesige Angst hat und dass sie nicht weiß, wie sie weiter existieren soll, falls Tippi stirbt. Der Arzt erklärt Tippi und Grace den Vorgang der Operation und Grace fragt sich, wie es möglich sein soll, dass Tippi und sie zwei einzelne, eigenständige Körper haben können und wie es wohl ist, zu sterben. Jon kommt zu Besuch ins Krankenhaus. Zum Abschied küsst er Grace. Grace träumt, dass Tippi verschwunden ist und dass sie stattdessen mit Jon verbunden ist und realisiert, dass er nie genug sein kann.
Ihre Eltern schmeißen eine Party für Grace und Tippi. Nach der Party realisiert Grace, dass sie den letzten Punkt ihrer Liste, auf einen Baum klettern, noch nicht abgehakt hat und so hilft Dragon den Zwillingen, sich aus dem Krankenhaus zu schleichen und auf einen Baum zu klettern.
Dragon verabschiedet sich von ihren Schwestern und Grace und Tippi werden für die Operation vorbereitet.

### 21. Januar
Es ist der Tag der Trennung. Vor der Operation versprechen sich Grace und Tippi, dass sie sich später sehen werden.

### 29. Januar
Grace wacht aus dem Koma auf und merkt, dass Tippi nicht da ist. Sie realisiert, dass sie alleine ist und dass sie und Tippi getrennt wurden. Ihre Familie erzählt Grace, dass Tippi schwer krank ist. Grace wird zu Tippi ins Zimmer gebracht und neben sie gelegt. Am nächsten Morgen ist Tippi kurz wach und Grace realisiert, dass ihre Schwester stirbt. Sie flüstert ihr zu, dass sie jetzt gehen kann. Wenig später stirbt Tippi. Grace kann nicht realisieren, dass ihre Schwester nicht mehr da ist, und leidet enorm unter dem Verlust. Sie wünscht sich, dass ihr Tippis Herz eingesetzt wird, doch die Ärzte erklären ihr, dass das nicht möglich ist.

### Februar
Grace macht langsam gesundheitliche Fortschritte. Dragon kommt Grace im Krankenhaus besuchen und Grace fragt Dragon, ob sie magersüchtig ist. Dragon bejaht. Beide vermissen Tippi. Tippi wird beerdigt, während Grace im Krankenhaus liegt. Das Filmteam zeichnet die Beerdigung auf, so dass Grace sie sich anschauen kann, wenn sie möchte. Grace wartet auf ein Spenderherz.

### März
Caroline kommt Grace im Krankenhaus besuchen, weil Grace vor der Kamera aussprechen möchte, was passiert ist. Sie dreht sich nach links, um Tippi beginnen zu lassen, nur um erneut zu realisieren, dass Tippi nicht mehr da ist. Grace realisiert, dass sie ihre Geschichte erzählen muss, weil nur noch sie da ist.

## Figuren

### Hauptfiguren

#### Grace
Grace ist 16 Jahre alt und Tippis Zwillingsschwester. Sie wurde von ihren Eltern nach dem Hitchcock-Star Grace Kelly benannt. Grace ist zurückhaltender als ihre Schwester Tippi. Sie ist sehr emphatisch und macht sich sehr viele Gedanken darüber, wie es ihrer Familie und anderen Menschen geht. Dabei vergisst sie oft auch an sich selber zu denken. Manchmal ist Grace neidisch auf Tippi, weil Tippi sich einfach nimmt, was sie möchte, und Grace dafür zu zurückhaltend ist. In vielen Situationen traut sich Grace nicht auszusprechen, was sie denkt oder was sie möchte. Auch ihrer Therapeutin gegenüber öffnet sie sich nur selten. Grace liebt es zu lesen und zu backen. Sie unterhält sich mit Jon viel über Bücher und Philosophie. Als Grace eine Kardiomyopathie entwickelt und merkt, dass Tippi auf Grund dessen immer schwächer wird, fühlt sie sich verantwortlich und Tippi gegenüber wie ein Parasit.

#### Tippi
Tippi ist Grace’ Zwillingsschwester und wurde von ihren Eltern nach dem Hitchcock-Star Tippi Hedren benannt. Tippi ist im Gegensatz zu Grace ein sehr direkter Mensch. Sie sagt immer, was sie denkt und was sie will. Im Gegensatz zu Grace ist sie auch realistischer und ehrlicher zu sich selbst und anderen. Wenn Tippi etwas will, dann „nimmt sie es sich, mit beiden Händen“ (S. 88). Sie ist sehr selbstbewusst und manchmal zickig. Tippi hat nach Grace’ Ansicht die Tendenz schnell nach etwas „süchtig“ zu werden. Sie trinkt sehr viel schwarzen Kaffee und zögert nicht lange, bevor sie Zigaretten und Alkohol ausprobiert. Als Grace dazu drängt, der Dokumentation zuzustimmen, um Geld für die Familie zuzustimmen, ist Tippi erst dagegen, weil sie Angst hat, jegliche Würde dadurch zu verlieren.

### Nebenfiguren

#### Freunde

##### Yasmeen
Yasmeen wird an der Schule angewiesen, Grace und Tippi herumzuführen und freundet sich auf Anhieb mit den beiden an. Sie hat pinke Haare und viele Piercings. Sie erzählt den Zwillingen, dass sie seit ihrer Geburt HIV-positiv ist und deswegen an der Schule als Außenseiter behandelt wird. Yasmeen ist sehr selbstbewusst. Sie ist nicht sehr zimperlich oder feinfühlig und sagt offen was sie denkt. Sie hat das Bedürfnis die Zwillinge vor den anderen Schülern zu beschützen und setzt sich immer für Grace und Tippi ein. Außer mit den Zwillingen scheint sie nur noch mit Jon befreundet zu sein.

##### Jon
Jon ist mit Yasmeen befreundet und lernt so Grace und Tippi an der Schule kennen. Auch er ist ein Außenseiter, weil er nur auf Grund eines Stipendiums an der Privatschule sein kann. Seine Mutter hat die Familie verlassen und so lebt Jon mit seinem Stiefvater Cal zusammen in ärmlichen Verhältnissen. Jon hat nussbraune Augen und Sterne auf die Hände tätowiert. Er liest sehr viel und tauscht mit Grace Bücher aus. Er ist eventuell in Yasmeen verliebt, da er ihr an ihrem Geburtstag eine Herzkarte schenkt. Er interessiert sich jedoch auch immer mehr für Grace.

#### Familie

##### Mutter
Die Mutter von Grace und Tippi versucht die ganze Familie zusammenzuhalten. Seit ihr Mann arbeitslos geworden ist, muss sie sehr viel arbeiten, um die Familie zu finanzieren. Früher hat sie sich gerne zurechtgemacht, aber durch die schwierige Situation gönnt sie sich selber gar nichts mehr. Sie versucht alles für die Zwillinge zu tun und gleichzeitig ihren Mann zu unterstützen. Als ihr auf der Arbeit gekündigt wird und Grace und Tippi sich dazu entscheiden, die Dokumentation filmen zu lassen, um Geld damit zu verdienen, fühlt sie sich schrecklich, weil sie das Gefühl hat, ihre Kinder zu verkaufen.

##### Vater
Der Vater von Grace und Tippi ist arbeitslos und hat ein Alkoholproblem. Er geht ab und zu zu Bewerbungsgesprächen, kann aber keine neue Arbeitsstelle finden. Er versucht gelegentlich für seine Töchter da zu sein und Fürsorge zu zeigen, was jedoch meistens durch seine Alkoholsucht nicht gelingt. Als Caroline anfängt die Dokumentation zu drehen, beschließt die Familie, dass er ausziehen soll, bis das Filmteam wieder weg ist, damit niemand von seiner Sucht erfährt. Als sich der Zustand von Grace und Tippi verschlimmert, scheint es, als würde er es schaffen, nüchtern zu bleiben.

##### Dragon (Nicola)
Dragon ist mit 14 Jahren die jüngere Schwester von Grace und Tippi. Eigentlich heißt sie Nicola, doch als Zweijährige wurde sie von ihren Schwestern „Dragon“ getauft, weil sie so wild und unzähmbar war. Dragon tanzt in ihrer Freizeit Ballett und arbeitet an der Tanzschule und als Babysitter, um für ihre eigenen Tanzstunden bezahlen zu können. Sie ist sehr direkt, redet nichts schön und sagt ihren Schwestern grundsätzlich ihre Meinung. Manchmal fühlt sie sich von ihren Eltern vernachlässigt und von ihren Schwestern in den Schatten gestellt. Es kommt ihr so vor, als würde sie nur als Schwester von Tippi und Grace, und nicht als eigenständige Person, wahrgenommen werden. Dragon wird immer dünner und gesteht Grace im Krankenhaus, dass sie magersüchtig ist.

##### Grammie
Grammie lebt zusammen mit Grace und Tippi und der restlichen Familie. Sie ist die Mutter von Grace’ und Tippis Vater. Sie ist sehr direkt und nimmt kein Blatt vor den Mund. Sie wirkt sehr jung, lässt sich die Fingernägel machen, geht gerne bowlen und hat ab und zu Dates.

#### Andere

##### Caroline Henley
Caroline Henley ist die Reporterin, die eine Langzeitdokumentation über Grace und Tippi drehen will. Sie hat schon mehrmals bei den Zwillingen angefragt und ist aufgeregt, als sie letztendlich zustimmen. Caroline ist eine sehr höfliche Frau mit einem britischen Akzent. Sie kommt mit ihren beiden Kameramännern Paul und Shane angereist, um die Dokumentation zu filmen. Anfangs ist sie sehr ehrgeizig, es stellt sich jedoch schnell heraus, dass sie keine Sensationsreporterin ist. Sie macht sich etwas aus Grace und Tippi, kümmert sich im Krankenhaus um die Zwillinge und setzt die Dreharbeiten aus, bis die beiden sich besser fühlen.

## Literarische Kritik
Eins erhielt ein insgesamt positives Presseecho. Die Neue Zürcher Zeitung lobt die »ganz eigene Sprache«, die Crossan entwickelt habe (Stephanie Jaeckel, 6. April 2016). Kirkus Review charakterisierte das Buch als »honest, unapologetic realism from a diverse perspective not often seen in fiction for teens.« (Kirkus Review, 10. Juni 2015). Publishers Weekly schreibt, die Versform »deftly conveys the twins’ heightened emotions through repetition, creative spacing, and lyrical similes« und fügt hinzu: »In asking important questions about how bodies shape identity, Crossan’s novel achieves a striking balance between sentimentality and sisterly devotion« (Publishers Weekly, 13. Juli 2015).

## Nominierungen und Auszeichnungen
Eins erhielt verschiedene Auszeichnungen. Es wurde vom Deutschlandfunk als eins der sieben besten Büchern für junge Leser im März 2016 gewählt und steht auf der Shortlist für die Carnegie Medal (2016).
| März 2016 | Die besten 7 Bücher für junge Leser im März |
| 2016      | Shortlist Carnegie Medal                    |